# Cyperus dietrichiae
Cyperus dietrichiae är en halvgräsart som beskrevs av Johann Otto Boeckeler. Cyperus dietrichiae ingår i släktet papyrusar, och familjen halvgräs.

## Underarter
Arten delas in i följande underarter:
- C. d. brevibracteatus
- C. d. dietrichiae